# 軒轅十三
軒轅十三 （η Leo，η Leonis）是在星座獅子座的一顆4等星，距離地球大約1,270 光年遠。

## 性能
軒轅十三是一顆白色的超巨星，恆星分類為A0Ib。自1943年以來，這顆恆星的光譜一直是其它恆星分類的標準參考星之一。雖然它的視星等是3.5，使它成為一顆肉眼可見相對暗淡的恆星，但它的光度幾乎是太陽的20,000倍，絕對星等為 -5.60。 依巴谷衛星天體測量數據估計，軒轅十三距離地球大約390秒差距，或1,270光年。
軒轅十三顯然是一個多星系統，但成員的數量和它們的分離是未確定的。

## 外部連結
- Jim Kaler's Stars: Eta Leonis （页面存档备份，存于）